# ディファイング・グラヴィティ
『ディファイング・グラヴィティ』(原題：Defying Gravity)は、アメリカのハードロックバンド、MR. BIGがリリースした、9作目のオリジナルアルバムである。

## 内容
結成初期の作品に携わっていたプロデューサー、ケヴィン・エルソンを21年ぶりに迎え、全12曲を収録。2018年2月7日にパーキンソン病の合併症により逝去したパット・トーピーが参加した最後のスタジオ・アルバムとなった。
本作は通常盤(CD)とDXエディション(CD+DVD)の2形態で発売され、DXエディションのDVDには「Defying Gravity」「Everybody　Needs A Little Trouble」ミュージック・ビデオ、メイキング及びメンバーによる楽曲解説が収録されている。

## 収録曲
| #         | タイトル                                                                                 | 作詞・作曲 | 時間  |
| --------- | ---------------------------------------------------------------------------------------- | ---------- | ----- |
| 1.        | 「オープン・ユア・アイズ - Open Your Eyes」                                              |            | 4:01  |
| 2.        | 「ディファイング・グラヴィティ - Defying Gravity」                                       |            | 5:27  |
| 3.        | 「エヴリバディ・ニーズ・ア・リトル・トラブル - Everybody Needs A Little Trouble」        |            | 3:52  |
| 4.        | 「ダム・アイム・イン・ラヴ・アゲイン - Damn I'm In Love Again」                          |            | 2:55  |
| 5.        | 「ミーン・トゥ・ミー - Mean To Me」                                                      |            | 3:28  |
| 6.        | 「ナッシン・バッド - Nothin' Bad ('Bout Feelin' Good)」                                  |            | 4:00  |
| 7.        | 「フォーエヴァー・アンド・バック - Forever And Back」                                    |            | 3:39  |
| 8.        | 「シーズ・オール・カミング・バック・トゥ・ミー・ナウ - She's All Coming Back To Me Now」 |            | 4:21  |
| 9.        | 「1992～MR. BIG物語 - 1992」                                                             |            | 5:00  |
| 10.       | 「ナッシング・アット・オール - Nothing At All」                                          |            | 4:12  |
| 11.       | 「ビー・カインド - Be Kind」                                                             |            | 7:02  |
| 12.       | 「ディファイング・グラヴィティ(ラジオ・エディット) - Defying Gravity (Radio Edit)」      |            | 4:31  |
| 合計時間: | 合計時間:                                                                                | 合計時間:  | 52:28 |

## 演奏
- ビリー・シーン - ベース、ヴォーカル
- エリック・マーティン - リード・ヴォーカル
- ポール・ギルバート - ギター、ヴォーカル
- パット・トーピー - ドラムス、パーカッション、ヴォーカル
- マット・スター - ドラムス、ヴォーカル

## プロダクション
- Kevin Elson - producer, engineering, mixing
- Greg Foeller - engineering (assistant)
- Kevin Cofield - recording (additional), engineering (additional)
- Chris Manning - producer (vocals), engineering (vocals)
- Giovanni Murrillo - engineering (mixing)
- Ari Blitz - engineering (mixing)
- Dave Collins - mastering
- Larry Freemantle - art direction
- William Hames - photography
- Jason Quigley - photography
- Larry Dimarzio - photography